# 尾宿一
尾宿一（天蝎座μ¹，μ¹Sco）是天蝎座的一个恒星系统，距离地球约822光年。
尾宿一是一个天琴座β型食双星系统。两颗成员星都是蓝白B型恒星，其中主星是一颗亚巨星，伴星是一颗矮星。基于对其掩星情况的观测，恒星系统的视星等从+2.80到+3.08之间变化，周期为1.4402天。